# Louis Boulanger
Louis Boulanger (Vercelli, 11 marzo 1806 – Digione, 5 marzo 1867) è stato un pittore, litografo e illustratore francese di scuola romantica.

## Biografia
Si formò presso la École nationale supérieure des beaux-arts, sotto la guida di Guillaume Guillon Lethière, ricevendo una buona conoscenza dell'arte classica.
Dopo una prima presentazione di opere per il Prix de Rome, intorno al 1825 iniziò a frequentare i circoli parigini romantici che ebbero una influenza decisiva sul prosieguo della sua carriera. In particolar modo al Louvre conobbe Victor Hugo e Achille Devéria, con i quali strinse una duratura amicizia.
Boulanger trasse dalle opere di Hugo una notevole fonte di ispirazione, sia dai personaggi sia dalle scene.
Nel 1827 riscosse un grande successo al Salon parigino grazie al Supplice de Mazeppa, una sua passionale trasposizione e reinterpretazione del soggetto byroniano, conservato nel Museo di Rouen vicino al Triomphe de Trajan di Delacroix, considerato il principale esponente del movimento romantico francese.
Dal 1860, diresse la Scuola di Belle Arti di Digione, succedendo ad Alexis Pérignon, oltre che il Musée des Beaux-Arts nella stessa città. Conservò queste cariche fino alla sua morte.
La sua carriera pittorica risultò fortemente ispirata al materiale letterario, basti pensare alle sue opere principali: Lucrezia Borgia, Macbeth, Il Sabba delle streghe, considerato quest'ultimo l'icona delle tendenze dell'epoca. Le sue opere si caratterizzarono per il sentimento drammatico che seppe esprimere con il cromatismo e i giochi di luce e d'ombra.
Anche nella sua carriera di litografo realizzò opere contraddistinte da elementi ed argomenti romantici, come Le Sabbat (1828), Les Fantômes (1829), Lénore (1834). Il suo Triomphe de Pétrarque (1836), ricevette il plauso di Théophile Gautier.
Importante fu anche la sua sequenza di ritratti di personaggi importanti tra i quali spiccano quelli di Alexandre Dumas e di Honoré de Balzac.

## Opere principali
| Titolo                                                 | Data       | Dimensione     | Luogo di conservazione                     |
| ------------------------------------------------------ | ---------- | -------------- | ------------------------------------------ |
| Le supplice de Mazeppa                                 | 1827       | 525x392 cm     | Rouen, museo delle belle arti              |
| La mort de Bailly                                      | 1831       | 420x522 cm     | Compiègne, museo Antoine-Vivenel           |
| L'assassinat du duc d'Orléans par le duc de Bourgogne  | circa 1833 | 216x251 cm     | Troyes, museo d'arte e d'archeologia       |
| Charles V le Sage                                      | 1835       | 65x54 cm       | Versailles, museo nazionale del château    |
| Procession des députés des États Généraux à Versailles | 1836       |                | Versailles, museo nazionale del château    |
| Le roi Lear et son fou dans la tempête                 | 1836       | 65,5x54,2 cm   | Parigi, museo del Petit Palais             |
| Portrait d'Achille Devéria                             | 1837       | 116x90 cm      | Parigi, museo del Louvre                   |
| Portrait de Madame Hugo                                | 1839       | 116x90 cm      | Parigi, casa di Victor Hugo                |
| Trois amours poétiques : Béatrix, Lavre, Orsolina      | circa 1840 | 263,5x173,5 cm | Tolosa, museo di Augustins                 |
| Les bergers de Virgile                                 | 1845       | 232x325 cm     | Digione, museo delle belle arti di Digione |
| Les âmes du Purgatoire                                 | circa 1855 |                | Parigi, chiesa Saint-Roch                  |
| Les âmes délivrées                                     | circa 1855 |                | Parigi, chiesa Saint-Roch                  |
| Portrait d'Adélaïde Boulanger                          | 1858       | 100x81 cm      | Parigi, museo del Louvre                   |
| Les Truands ou vive la joie                            | 1866       | 100x132 cm     | Digione, museo delle belle arti di Digione |
| Portrait présumé de Léopoldine Hugo                    |            | 24,5x19 cm     | Digione, museo Magnin                      |
| Portrait d'une femme âgée                              |            | 54,5x44,5 cm   | Parigi, museo del Louvre                   |
| Femme mauresque                                        |            | 40x29 cm       | Lione, museo delle belle arti              |
| Portrait d'Auguste Maquet                              |            | 117x90 cm      | Versailles, museo nazionale di château     |
| La Liberté, allégorie des journées de 1830 (esquisse)  |            | 80x64 cm       | Parigi, museo Carnavalet                   |
| Portrait de Victor Hugo                                |            |                | Parigi, casa di Victor Hugo                |
| Le martyre de saint Laurent                            |            |                | Parigi, chiesa Saint-Laurent               |